# Ou d'ànec en salaó

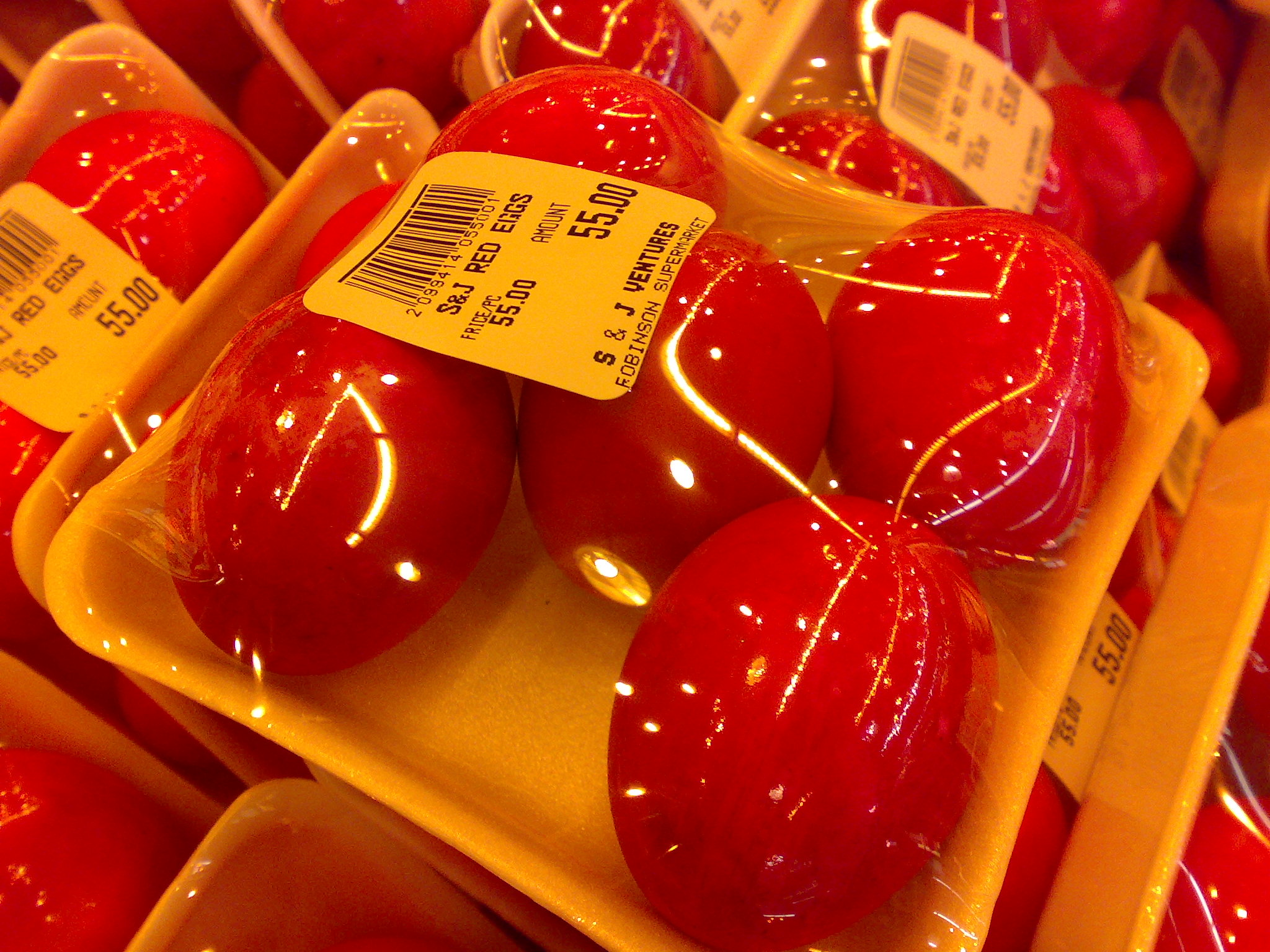
Ous d'ànec roigs i salats que es venen a les Filipines.

L'ou d'ànec en salaó (xinès tradicional: 鹹鴨蛋 o 鹹蛋, xinès simplificat: 烧卖, pinyin: xían yā dàn) és un ou d'ànec tradicional de la cuina xinesa que es prepara en sal. En gran part dels supermercats asiàtics sol vendre's amb una capa de carbó vegetal que ho recobreix, encara que se sol veure embolicats en plàstic i envasats al buit.
Els ous salats es venen a les Filipines i es sotmeten a un procés de curació/elaboració similar, amb algunes variacions en els ingredients utilitzats. Es tenyeixen de color roig per distingir-los dels ous d'ànec fresc.